# Mohamed Naail
Mohamed Naail (* 17. Januar 2000) ist ein Sprinter von den Malediven, der sich auf den 400-Meter-Lauf spezialisiert hat.

## Sportliche Laufbahn
Erste internationale Erfahrungen sammelte Mohamed Naail im Jahr 2016, als er bei den Südasienspielen in Guwahati in 50,58 s den achten Platz im 400-Meter-Lauf belegte. Im Jahr darauf erreichte er bei den Jugendasienmeisterschaften in Bangkok das Halbfinale über 200 und 400 Meter und schied dort mit 22,41 s bzw. 50,97 s aus. Anschließend wurde er bei den U18-Weltmeisterschaften in Nairobi über 400 Meter disqualifiziert, wie auch bei den Asian Indoor & Martial Arts Games in Aşgabat. 2018 schied er dann bei den Hallenweltmeisterschaften in Birmingham mit neuem Landesrekord von 49,98 s in der ersten Runde aus und scheiterte anschließend bei den Juniorenasienmeisterschaften in Gifu mit 22,33 s und 49,45 s über 200 und 400 Meter jeweils im Vorlauf.

## Persönliche Bestleistungen
- 200 Meter: 22,33 s (+0,1 m/s), 9. Juni 2018 in Gifu
- 400 Meter: 48,25 s, 27. Januar 2018 in Francistown
  - 400 Meter (Halle): 49,98 s, 2. März 2018 in Birmingham (Landesrekord)